# 49 a.C.
Il 49 a.C. (XLIX a.C. in numeri romani) è un anno  del I secolo a.C.

## Eventi
- 10 gennaio - Giulio Cesare passa il Rubicone, il fiume, oggi in provincia di Forlì-Cesena, che segnava il confine oltre il quale un generale romano non poteva portare le armi: inizia la guerra civile romana (49 a.C. - 45 a.C.), Pompeo si ritira in Grecia con gli ottimati
- Marco Tullio Cicerone allo scoppio della guerra civile aderisce alla causa di Pompeo
- Gaio Sallustio Crispo viene reintegrato nel senato romano grazie a Gaio Giulio Cesare
- Gaio Curione, generale di Giulio Cesare, viene sconfitto nella Battaglia del Fiume Bagradas dai Pompeiani guidati da Attilio Varo e dal re Giuba I di Numidia. Curione cade in battaglia
- Quinto Fufio Caleno tribuno della plebe combatte come legatus di Cesare nella guerra contro Pompeo in Spagna
- La flotta di Pompeo attacca la città di Messina mentre quella di Giulio Cesare si trova nel porto. De bello civili, II 3)
- I Galli Cenomani, popolazione di ceppo celtico, ottengono la cittadinanza romana e l'iscrizione nella tribù dei Fabii
- Gli Insubri, popolazione di ceppo celtico, ottengono la cittadinanza romana insieme a tutta la Gallia Cisalpina
- I cittadini di Bergomun (attuale Bergamo) e Opitergium (attuale Oderzo), diventano cittadini romani con editto di Giulio Cesare
- La città di Patavium (attuale Padova) diventa municipio romano
- La città di Mediolanum (attuale Milano) diventa municipio romano
- La città di Brixia (attuale Brescia) diventa municipio romano
- Giulio Cesare termina il consolato in Gallia e torna a Roma

## Nati
- Lucio Domizio Enobarbo, militare e politico romano († 25)

## Morti
- Aristobulo II, re
- Alessandro Asmoneo, nobile ebreo antico
- Gaio Scribonio Curione, politico romano (n. 90 a.C.)
- Marco Licinio Crasso, politico e militare romano
- Marco Perperna, politico e generale romano
- Appio Claudio Pulcro, generale romano (n. 97 a.C.)
- Gaio Volteio Capitone, centurione romano